# 罗斯季斯拉夫·瓦茨拉维切克
罗斯季斯拉夫·瓦茨拉维切克（捷克語：Rostislav Václavíček，1946年12月7日—2022年8月7日），捷克男子足球运动员，场上位置是后卫。他曾代表捷克斯洛伐克国奥队参加1980年夏季奥林匹克运动会足球比赛，获得一枚金牌。